# Michael Kiske
Michael Kiske (* 24. Januar 1968 in Hamburg) ist ein deutscher Sänger. Größere Bekanntheit erlangte er als Sänger der Power-Metal-Band Helloween.

## Leben
Vor seiner musikalischen Karriere begann Kiske eine Schlosserlehre, die er jedoch abbrach. Er löste 1986 im Alter von erst 17 Jahren bei der deutschen Power-Metal-Band Helloween Kai Hansen als Sänger ab, der aber weiterhin bei Helloween Gitarre spielte. Bei Helloween war er auf den Alben Keeper of the Seven Keys Part 1 (1987), Keeper of the Seven Keys Part 2 (1988), Pink Bubbles Go Ape (1991) und Chameleon (1993) vertreten. Die beiden Keeper-Alben zählen bis heute zu den meistverkauften Metal-Alben Deutschlands. Nachdem Kiske 1993 Helloween verlassen hatte, nahm er drei Soloalben auf: Instant Clarity (1996), Readiness to Sacrifice (1999) und Kiske (2006). Darauf finden sich Rock-Songs, Balladen und orchestrale Stücke.
In den 1990er Jahren begann Kiske, essayistische Texte zu Musik, Moral, Religion und Gesellschaft zu verfassen. 1995 erschien sein Buch Kunst und Materialismus – Ein Aufruf an die Lebenden, welches er im Alter von 24 Jahren schrieb, im Selbstverlag. Er zeigt sich darin, wie auch in seinen online publizierten Schriften, als Anhänger der Anthroposophie Rudolf Steiners, die er vehement gegen Kritiker verteidigt. Zudem spricht er sich gegen die zunehmende Kommerzialisierung der Musik aus.
Von 2000 bis 2002 sowie in den Jahren 2007 und 2008 beteiligte er sich an Tobias Sammets Avantasia-Projekt. 2003 war er an Amanda Somervilles Metal-Oper Days of Rising Doom beteiligt. Im selben Jahr veröffentlichte er mit seinem Rock-Projekt SupaRed eine CD, die jedoch keinen kommerziellen Erfolg hatte. 2005 sang Kiske für das Projekt Place Vendome das gleichnamige Album komplett ein. Im Februar 2009 erschien das Nachfolgealbum Streets of Fire. Bei diesem Album wurden verschiedene Songwriter eingesetzt: Ronny Milianowicz (Saint Deamon, Primal Fear…), Torsti Spoof (Leverage), Robert Säll (Work of Art), Magnus Karlsson (Primal Fear, Bob Catley) und Larry King von Soleil Moon. Im Mai 2008 veröffentlichte er Past in Different Ways, ein Album mit Akustikversionen der von ihm geschriebenen Helloween-Songs.
Im Jahre 2004 verabschiedete sich Kiske von der Metalszene und stieß damit viele Fans vor den Kopf: „Ich habe viel bessere künstlerische Argumente und eine viel höhere Moral gefunden, als die Metal-Szene zu bieten hat.“
Im September 2010 erschien eine CD mit Kiske und Amanda Somerville; einem AOR-Projekt initiiert von Frontiers Records. Unter anderem haben die Musiker Mat Sinner (Primal Fear, Sinner) und Magnus Karlsson (Place Vendome, Primal Fear) an diesem Tonträger mitgewirkt. Sowohl Kiske als auch Somerville waren unabhängig von diesem Projekt Ende 2010 mit der Formation Avantasia auf Tournee. Im April 2015 veröffentlichte das Duo ein weiteres Album, das von Mat Sinner unter dem Titel City of Heroes produziert worden war.
Im Jahr 2009 gründete Kiske mit dem Pink-Cream-69-Bassisten Dennis Ward, Kosta Zafiriou (ebenfalls bei Pink Cream 69) und Mandy Meyer (vormals bei Gotthard) die Band Unisonic. 2011 stieß Kai Hansen, der bis 1988 bereits mit Kiske bei Helloween gespielt hatte, zur Band. Die Gruppe veröffentlichte 2012 eine EP, das selbstbetitelte Album wurde am 30. März 2012 veröffentlicht. Michael Kiske ging im Dezember 2013 mit dem Magnum Opum Rockestra unter Leitung von Marcel Heijnen sowie Metalforce 1 auf eine spezielle Christmas Metal Symphony Tour. Andere Sänger dieses Projekts waren Udo Dirkschneider, Joey Belladonna, Chuck Billy, Joacim Cans und Floor Jansen.
Kiske war Gastsänger unter anderem bei Gamma Ray und Masterplan. Seit Mitte 2017 ist Michael Kiske wieder mit Helloween auf der Tour Pumpkins United unterwegs.

## Diskografie

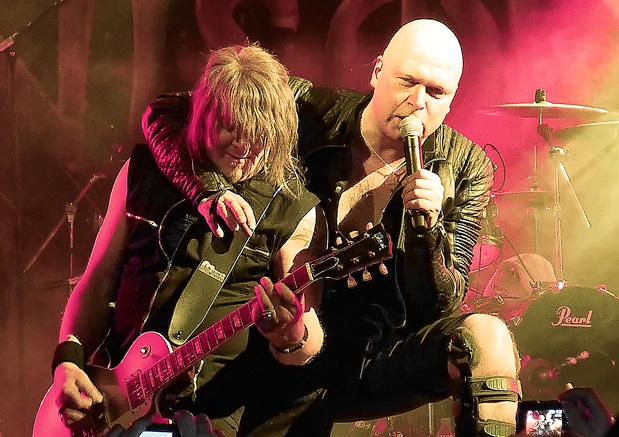
Kiske (rechts) und Kai Hansen mit Unisonic

### Alben

#### Helloween
- 1987 Keeper of the Seven Keys Part 1
- 1988 Keeper of the Seven Keys Part 2
- 1989 Live in the UK
- 1991 Pink Bubbles Go Ape
- 1993 Chameleon
- 2019 United Alive in Madrid
- 2021  Helloween

#### Kiske
- 1996 Instant Clarity
- 1999 R.T.S – Readiness to Sacrifice
- 2003 Supared
- 2006 Kiske
- 2008 Past in Different Ways (Akustikaufnahmen der von ihm komponierten Helloween-Songs)

#### Place Vendome
- 2005 Place Vendome
- 2009 Streets of Fire
- 2013 Thunder in the Distance
- 2017 Close to the Sun

#### Kiske-Somerville
- 2010 Kiske-Somerville
- 2015 City of Heroes

#### Unisonic
- 2012 Unisonic
- 2014 Light of Dawn
- 2017 Live in Wacken

### Projekte und Gastauftritte
- 1995 Land of the Free mit Gamma Ray
- 2001 Avantasia – The Metal Opera Part. I von Tobias Sammet
- 2002 Avantasia – The Metal Opera Part. II von Tobias Sammet
- 2002 Hymn to Life von Timo Tolkki
- 2003 Days of Rising Doom von Aina
- 2003 Masterplan von Masterplan
- 2004 Thalion – Another Sun
- 2005 Superheroes von Edguy
- 2005 Tribuzy – Execution
- 2007 Indigo Dying – Breathe in Water
- 2008 Avantasia – The Scarecrow
- 2008 Revolution Renaissance - New Era von Timo Tolkki
- 2009 Trick or Treat – Tin Soldiers
- 2010 To The Metal von Gamma Ray
- 2010 Avantasia – The Wicked Symphony
- 2010 Avantasia – Angel of Babylon
- 2013 Avantasia – The Mystery Of Time
- 2014 Black and White Forever – mit Starchild
- 2015 Wolfpakk – Rise of the Animal
- 2016 Avantasia – Ghostlights
- 2019 Avantasia – Moonglow
- 2022 Michael Schenker Group – A King has gone (Single-Auskopplung aus dem MSG-Album Universal)

## Trivia
- Der Nachname der Spielfigur Ky Kiske, bekannt aus der Guilty-Gear-Serie, ist nach Michael Kiske benannt. Der Vorname soll auf Kai Hansen der Band Gamma Ray anspielen.
- Kiske war 2010 als Gastsänger mit auf der Welttournee des Avantasia-Projektes von Tobias Sammet. Hier stand er nach der Trennung von Helloween zum ersten Mal wieder mit seinem ehemaligen Bandkollegen Kai Hansen gemeinsam auf der Bühne.
- Auf der im März 2011 erschienenen Live-DVD Avantasia – The Flying Opera äußerte Tobias Sammet in einem Interview auf der Bonus-DVD, dass er Michael Kiske einen großen Teil des Erfolges der Avantasia-Alben zuschreibt. Michael Kiske war bisher auf jedem Avantasia-Album als Gastsänger vertreten.
- Unmittelbar nach einem Auftritt, zusammen mit Avantasia in Amsterdam, gab Michael Kiske MetalBlastTV ein Interview, das 2013 veröffentlicht wurde. Im Laufe dieses Interviews kam es zu einer sehr intensiven, ungeplanten Diskussion mit dem Gastgeber über Agnostizismus und Spiritualität.[5]
- Zu Beginn seiner Beteiligung bei Avantasia wurde Kiske zunächst nur unter dem Pseudonym Ernie in den Booklets genannt.[6]